# Lee Hyo-jung
Lee Hyo-jung (n. 13 ianuarie 1981, Busan, Coreea de Sud) este o jucătoare de badminton ce a reprezentat Coreea de Sud, medaliată olimpică. A participat la 3 ediții ale Jocurilor Olimpice (2000, 2004, 2008) în care a câștigat o medalie de aur și o medalie de argint.